# Akrab
Akrab (arab. عقرب) – miasto w Syrii, w muhafazie Hama. W 2004 roku liczyło 8422 mieszkańców.